# Gran Premio de Gazipaşa femenino
El Gran Premio de Gazipaşa femenino (oficialmente: Grand Prix Gazipaşa - WE) es una carrera profesional femenina de ciclismo en ruta de un día que se disputa anualmente entre Gazipaşa y Kahyalar en la Provincia de Antalya en Turquía. Es la versión femenina de la carrera del mismo nombre.
La primera edición se corrió en el año 2019 como parte del Calendario UCI Femenino bajo la categoría 1.2.

## Palmarés
| Año  | Ganador     | Segundo             | Tercero            |
| ---- | ----------- | ------------------- | ------------------ |
| 2019 | Ina Savenka | Mariya Novolódskaya | Mariia Miliaeva    |
| 2020 | Olga Shekel | Polina Kirillova    | Galina Chernyshova |
| 2022 | Olga Shekel | Yúliya Biriukova    | Yanina Kuskova     |

## Palmarés por países
| País        | Victorias |
| ----------- | --------- |
| Ucrania     | 2         |
| Bielorrusia | 1         |